# John H. Holm
John H. Holm (Seattle, 24 gennaio 1922 – Seattle, 29 marzo 2009) è stato un fumettista statunitense.
Le sue vignette umoristiche di Woody's World riscossero popolarità prima nel suo Paese e in seguito in Italia, dove furono pubblicate sul finire degli anni 1960 e negli anni 1970 sul settimanale a fumetti "Topolino" e sul mensile a fumetti "Almanacco di Topolino".

## Origini e biografia
John H. Holm (non è documentato il suo secondo nome che inizia per H) nacque negli Stati Uniti, a Seattle, secondo quanto riportato in un articolo di giornale del 1969, relativo a un premio conseguito.
Era uno dei dieci figli di John e Anna Holm, immigrati dalla Svezia, che possedevano una fattoria lattiera a Rochester, nello stato di Washington.
Fu pilota di caccia dell'aviazione navale nel teatro del Pacifico, durante la Seconda Guerra Mondiale. Al termine del conflitto lavorò come taglialegna in Oregon e fu pilota di aerei da trasporto durante la Guerra di Corea. Nel 1951 diventò pilota civile per la United Airlines, in particolare di Boeing 727, professione che svolse per trent'anni, parallelamente alla sua attività di disegnatore umoristico, motivo per cui fu soprannominato 'the flying cartoonist' (il vignettista volante).
Dopo il pensionamento si dedicò anche alla progettazione e costruzione di edifici, tra cui il rinnovo del Friday Harbor Hotel di San Juan Island.
Nella vita privata, aiutò attivamente due famiglie cambogiane a stabilirsi e a ottenere la cittadinanza degli Stati Uniti d'America.
Era sposato con Gloria e padre di David, Allison e Mike.
Il suo necrologio è stato pubblicato sul "Seattle Times" il 5 e il 6 aprile 2009. È stato sepolto nell'Evergreen Cemetery della sua città.

## Woody's World
Fu la sua unica serie di vignette, disegnate fin dal 1958, stando allo stesso articolo del 1969 menzionato nel paragrafo precedente. Tali vignette furono pubblicate negli Stati Uniti tra agosto del 1963 (già dal 1962 secondo altre fonti) e febbraio del 1969, ma secondo l'indice di Dave Strickler dell'E&P Syndicate, Holm continuò a disegnarle fino al 1975, su vari quotidiani, tra cui il "Seattle Times", il "St. Petersburg Times" e il "Chicago Tribune".
In Italia, le sue vignette furono pubblicate sul settimanale a fumetti "Topolino" a partire da dicembre del 1968, dapprima in bianco-nero e scala di grigi, poi a colori nel corso degli anni 1970; in questo stesso periodo furono pubblicate anche sul mensile a fumetti "Almanacco di Topolino".
Al di fuori di quotidiani e settimanali, l'unica raccolta di vignette di Holm che sia stata pubblicata è Woody's World, in prima edizione a febbraio del 1969 dalla Stackpole Books. Quello stesso anno, tale pubblicazione valse all'autore il premio "Pacific Northwest Booksellers Award".

### Personaggi

#### Woody
È un uomo allampanato e biondo, piuttosto somigliante nell'aspetto al suo stesso creatore. Le sue molteplici attività hanno un elemento in comune: la vita all'aria aperta e sportiva. Woody è di volta in volta fattore, campeggiatore, cacciatore, pescatore, escursionista, navigatore da diporto, velista o canoista. Predilige il barbecue e pratica il tiro con l'arco, lo sci sulla neve, lo sci d'acqua, il surf, il golf e occasionalmente altri sport. Il protagonista della serie è costantemente circondato da svariati animali, selvatici o d'allevamento, molti dei quali comicamente molesti: orsi, alci, castori, procioni, galline, anatre e altri; tra questi, gli orsi sono particolarmente umanizzati.

#### Madge
La moglie di Woody, anch'ella longilinea e bionda. Denota un carattere più pratico rispetto a suo marito e uno spirito ironico nei suoi confronti, sia pur condividendo la maggior parte delle sue passioni.

#### Turkey Feather
In Italia tradotto alla lettera Penna di Tacchino. È un indiano d'America, amico di Woody, che accompagna in molte delle sue escursioni, battute di caccia e pratiche sportive. Qualche volta fa da guida o istruttore a Woody, per esempio di tiro con l'arco. Indossa una casacca e pantaloni solitamente marroni, un cappello con un paio di penne e i tipici mocassini della sua tradizione.

#### Scout
Il fedele cane di Woody. In Italia fu tradotto nei primi anni Tappo, poi col suo nome originale. È un cocker; non parla ma è molto umanizzato, tanto che cammina sempre sulle due zampe posteriori e regge normalmente e abilmente oggetti con quelle anteriori (o superiori).

#### Otis
Il cavallo di Woody. Muto ma umanizzato come il cane Scout. Nelle vignette più vecchie si vedeva Woody a cavallo di Otis; in séguito quest'ultimo assumerà la posizione eretta permanente da bipede e non servirà più da cavalcatura per Woody.
Otis è indisciplinato, tendenzialmente scansafatiche e occasionalmente vanesio; nelle varie escursioni e attività con Woody e gli altri, risulta più d'intralcio che d'aiuto.

#### Beav
In Italia tradotto Castorino. È l'unico degli animali selvatici ad avere un nome nella serie.

#### Hank
Amico di Woody, bruno di capelli e poco più basso di lui.

#### Chip
Il figlio di Woody e Madge, un bambino approssimativamente di otto-dieci anni, biondo come i suoi genitori. Nel corso degli anni 1970, questo personaggio non comparve più nelle vignette pubblicate in Italia su "Topolino" e "Almanacco di Topolino".